# 774 Armor
A 774 Armor (ideiglenes jelöléssel 1913 TW) a Naprendszer kisbolygóövében található aszteroida. C. le Morvan fedezte fel 1913. december 19-én.